# Coppa di Francia 2000-2001
La 84ª edizione della Coppa di Francia, quella 2000-2001, fu vinta dal Strasburgo.

## Trentaduesimi di finale
| Squadra 1          | Risultato        | Squadra 2                    |
| ------------------ | ---------------- | ---------------------------- |
| Rennes             | 2 - 1            | Guingamp                     |
| Auxerre            | 1 - 0            | Lilla                        |
| Lens               | 2 - 2 (3-5 dcr)  | Troyes                       |
| Olympique Lione    | 3 - 2            | Caen                         |
| Châteauroux        | 0 - 0 (10-9 dcr) | Tolosa                       |
| Nancy              | 1 - 2            | Strasburgo                   |
| Gazélec Ajaccio    | 2 - 3 (dts)      | Saint-Étienne                |
| Valence            | 1 - 0            | Monaco                       |
| Thouars Foot 79    | 0 - 2 (dts)      | Paris Saint-Germain          |
| Pacy VEF           | 0 - 9            | Nantes                       |
| Calais RUFC        | 1 - 3            | Sedan                        |
| Dieppe             | 1 - 2            | Metz                         |
| ES Thaon           | 0 - 4            | Olympique Marsiglia          |
| Annonay            | 0 - 3            | Bastia                       |
| Stade Issoirien    | 0 - 5            | Bordeaux                     |
| Laval              | 0 - 1            | Angers                       |
| Le Mans            | 1 - 0            | Ajaccio                      |
| Clermont Foot      | 2 - 2 (5-4 dcr)  | Sochaux                      |
| Sète               | 2 - 1            | Cannes                       |
| Marcq-en-Bareuil   | 0 - 2            | Wasquehal                    |
| FC Libourne        | 2 - 2 (3-4 dcr)  | Grenoble                     |
| FC Chalonnais      | 1 - 1 (1-4 dcr)  | Stade Reims                  |
| SO Cholet          | 0 - 0 (5-6 dcr)  | La Roche Vendée Football     |
| Lambres-les-Douai  | 0 - 2            | Amiens                       |
| Saint-Omer         | 1 - 0            | Cherbourg                    |
| Concarneau         | 1 - 2            | Vendee Fontenay              |
| CSO Amnéville      | 0 - 4            | Boulogne                     |
| Bayeux             | 0 - 2            | Vannes                       |
| Vandoeuvre         | 1 - 2            | Levallois SC                 |
| Gallia Club Lunel  | 0 - 2            | FA Carcassonne Villalbe      |
| Montceau Bourgogne | 0 - 1            | US Saint-Georges-les-Ancizes |
| UES Montmorillon   | 1 - 2            | FC Sens                      |

## Sedicesimi di finale
| Squadra 1                | Risultato       | Squadra 2                    |
| ------------------------ | --------------- | ---------------------------- |
| Olympique Lione          | 1 - 1 (4-3 dcr) | Saint-Étienne                |
| Bordeaux                 | 0 - 1           | Nantes                       |
| Bastia                   | 4 - 1           | Metz                         |
| Paris Saint-Germain      | 0 - 4           | Auxerre                      |
| Châteauroux              | 1 - 0           | Olympique Marsiglia          |
| Clermont Foot            | 0 - 1           | Strasburgo                   |
| Amiens                   | 3 - 1           | Rennes                       |
| Vendee Fontenay          | 1 - 0           | Sedan                        |
| FC Sens                  | 1 - 3           | Troyes                       |
| La Roche Vendée Football | 1 - 3dts        | Le Mans                      |
| Angers                   | 0 - 0 (8-9 dcr) | Stade Reims                  |
| Levallois SC             | 0 - 1           | Wasquehal                    |
| Valence                  | 3 - 2dts        | Boulogne                     |
| FA Carcassonne Villalbe  | 2 - 1           | Sète                         |
| US Saint-Omer            | 0 - 2dts        | Grenoble                     |
| Vannes                   | 1 - 0           | US Saint-Georges-les-Ancizes |

## Ottavi di finale
| Squadra 1               | Risultato       | Squadra 2       |
| ----------------------- | --------------- | --------------- |
| Troyes                  | 1 - 0           | Wasquehal       |
| Stade Reims             | 1 - 0           | Bastia          |
| Valence                 | 0 - 2           | Strasburgo      |
| Vendee Fontenay         | 2 - 2 (3-4 dcr) | Olympique Lione |
| Vannes                  | 1 - 2           | Auxerre         |
| FA Carcassonne Villalbe | 0 - 3           | Nantes          |
| Amiens                  | 0 - 0 (4-2 dcr) | Le Mans         |
| Châteauroux             | 0 - 2           | Grenoble        |

## Quarti di finale
| Squadra 1  | Risultato   | Squadra 2       |
| ---------- | ----------- | --------------- |
| Nantes     | 4 - 1 (dts) | Auxerre         |
| Strasburgo | 3 - 0       | Olympique Lione |
| Grenoble   | 2 - 4       | Troyes          |
| Amiens     | 1 - 0       | Stade Reims     |

## Semifinali
| Squadra 1  | Risultato       | Squadra 2 |
| ---------- | --------------- | --------- |
| Strasburgo | 4 - 1           | Nantes    |
| Amiens     | 0 - 0 (4-2 dcr) | Troyes    |

| Strasburgo 20 aprile 2001                                                                                  | Strasburgo | 4 – 1       | Nantes-Atlantique | Stade de la Meinau |
| \| \| \| \| \| Luyindula 29’ Johansen 55’ Camadini 72’ Chilavert 90’ (rig.) \| Marcatori \| 83’ Vahirua \| |            |             |                   |                    |
| |            |             |                   |                    |
| Luyindula 29’ Johansen 55’ Camadini 72’ Chilavert 90’ (rig.)                                               | Marcatori  | 83’ Vahirua |                   |                    |

| Amiens 21 aprile 2001                        | Amiens               | 0 – 0 (d.t.s.) | Troyes | Stade de la Licorne |
| \| \| \| \| \| \| Tiri di rigore 4 – 2 \| \| |                      |                |        |                     |
|                                              |                      |                |        |                     |
|                                              | Tiri di rigore 4 – 2 |                |        |                     |

## Finale
| Squadra 1  | Risultato       | Squadra 2 |
| ---------- | --------------- | --------- |
| Strasburgo | 0 - 0 (5-4 dcr) | Amiens    |

| Arbitro: | Alain Duhamel |

|                                                                               |                      |                                                                                 |
| Teddy Bertin Jacques Rémy Péguy Luyindula Valérien Ismaël José Luis Chilavert | Tiri di rigore 5 – 4 | Peter Sampil Emerick Darbelet Xavier Chalier Jean-Paul Abalo Laurent Strzelczak |